# Marcelo Schilling
Marcelo Gastón Schilling Rodríguez (Temuco, 18 de mayo de 1949) es un político chileno, militante del Partido Socialista (PS), partido del cual fue secretario general entre 2006 y 2010. 
Entre 2018 y 2022 ejerció como diputado de la República por el distrito N.º 6. Anteriormente ocupó el mismo cargo por el distrito N.º 12, Región de Valparaíso, desde 2008 en reemplazo del fallecido Juan Bustos y posteriormente electo por el mismo distrito en 2010 y 2014. Además, se desempeñó como Embajador de Chile en Francia (2000-2004) y ante la UNESCO durante la presidencia de Ricardo Lagos Escobar.

## Biografía
Entre 1955 y 1960 cursó sus estudios primarios en la Escuela Centralizada de Lanco y los secundarios, en el Colegio La Salle de Temuco.
Posteriormente, ingresó a estudiar Administración Pública en la Escuela de Ciencias Políticas y Administrativas de la Facultad de Ciencias Jurídicas y Sociales de la Universidad de Chile, carrera de la que se retiró en 1971. En 1977, ingresó a estudiar Economía en la Facultad de Economía de la Universidad Nacional Autónoma de México, donde permaneció un año. En 1983, ingresó a una Maestría en Administración Pública en el Centro de Investigación y Docencia Económicas de México, la que cursó por un año.

### Matrimonio e hijo
Es casado, con Loreto Morras Oyanedel. Es padre de un hijo, Manuel.

## Vida pública
En 1970, se desempeñó como gerente general en la Sociedad Agrícola y Maderera Rodríguez, Wall y Cia Ltda. En 1972, fue jefe del Departamento de Transportes de la Distribuidora Nacional (DINAC). El año siguiente se desempeñó como asesor directo de la Gerencia de Relaciones Industriales de la Compañía de Cobre Chuquicamata.
Durante sus años como exiliado, entre 1975 a 1976, asumió como subgerente de Relaciones Industriales en el combinado industrial Sahagún de México, holding que reunía a las empresas Ferrocarriles Nacionales, Diesel Nacional y Siderúrgica Nacional. En 1977, asumió como asesor directo del Subsecretario de Bienes Nacionales y ordenación del Territorio de la Secretaría de Fomento y Patrimonio Industrial de México. Entre 1978 y 1979, fue jefe del Departamento de Administración en la Organización Mexicana de Construcciones S.A. (OMECSA). Al año siguiente y hasta 1984, se desempeñó como investigador en el Proyecto de Capacitación y Organización Campesina desarrollado por convenio entre PNUD-FAO y el Instituto Nacional de Capacitación Campesina de la Secretaría de Agricultura y Recursos Hidráulicos de México.
Durante este exilio participó activamente en la organización de acciones contra la dictadura de Pinochet , integró las direcciones del Partido Socialista, fundó el Centro de Estudios Socialistas “Eugenio González” y también la revista “Convergencia. Revista del Socialismo Chileno y Latinoamericano”, en la cual publicó diversos artículos y entrevistas.
Entre 1984 y 1985, fue becario del World University Service (WUS) y se desempeñó como investigador en el Programa de Estudios de Desarrollo Local (Prodeloc) del Centro de Estudios Económicos y Sociales (Vector). En tal función, fue detenido por la CNI en enero de 1985. Posteriormente, en ese mismo año, asumió como director nacional del Centro de Estudios y Promoción Social (Cenpros Ltda.) hasta 1994.

## Vida política
En 1990, junto a Clodomiro Almeyda, Jorge Arrate y Carlos Lazo asumió en la Mesa de Unidad del Partido Socialista de Chile (PS), reunificado en diciembre de 1989. En este partido, fue varias veces miembro del Comité Central, Vicepresidente y Secretario General.
Entre 1991 y 1992 fue Secretario del Consejo Coordinador de Seguridad Pública (CCSP), el cual tenía por objetivo terminar con la violencia política y desarticular los grupos armados (La Oficina).
De 1994 a marzo de 2000 fue subsecretario de Desarrollo Regional y Administrativo del Gobierno de Chile. Simultáneamente integró la Dirección Nacional del Partido Socialista de Chile, fundando la revista teórica “Cuadernos del Avión Rojo”.
Entre junio de 2000 y octubre de 2004 fue Embajador de Chile en Francia y representante de Chile ante la Organización para la Cooperación y el Desarrollo Económico (OCDE). Entre 2005 a 2006, presidió el Instituto Igualdad, fue tesorero del PS y dirigió la campaña parlamentaria en la elección de diciembre de 2005.
Durante 2006 y 2010 fue Secretario General del PS.
En agosto de 2008, asumió el cargo de diputado de la República, al fallecimiento de don Juan Bustos Ramírez, cargo en el cual fue elegido por votación popular durante dos periodos: 2010-2014 y 2014-2018.

## Historial electoral

### Elecciones parlamentarias de 2009
- Elecciones parlamentarias de 2009 a diputado por el Distrito 12 (Quilpué, Olmué, Limache y Villa Alemana).[2]

### Elecciones parlamentarias de 2013
- Elecciones parlamentarias de 2013 a diputado por el Distrito 12 (Quilpué, Olmué, Limache y Villa Alemana).[3]

### Elecciones parlamentarias de 2017
- Elecciones parlamentarias de 2017 a diputado por el Distrito 6 (Cabildo, Calle Larga, Catemu, Hijuelas, La Calera, La Cruz, La Ligua, Limache, Llay Llay, Los Andes, Nogales, Olmué, Panquehue, Papudo, Petorca, Puchuncaví, Putaendo, Quillota, Quilpué, Quintero, Rinconada, San Esteban, San Felipe, Santa María, Villa Alemana y Zapallar).[4](Se consideran los candidatos con más del 2% de votos)

### Elecciones de consejeros constituyentes de 2023
- Elecciones de consejeros constitucionales de 2023, para la Circunscripción 6 (Región de Valparaíso)[5]